# Ivindo
Ivindo är en flod i Gabon, ett biflöde till Ogooué. Den bildas av Ayina och Djoua vid gränsen mot Kongo-Brazzaville, och rinner sedan genom provinsen Ogooué-Ivindo, i den centrala delen av landet, 300 km öster om huvudstaden Libreville.